# Wake Forest Demon Deacons
A Wake Forest Demon Deacons a Wake Forest Egyetem sportcsapatának neve. A Wake Forest nem sorolható az NCAA tradicionális sportiskolái közé, híresebb erős diplomájáról, mint atlétikájáról. Egy 2007-es ranglista szerint az ország 30. legnívósabb egyeteme. A futballcsapat pedig még a kosárlabdások mögött is háttérbe szorul. 2006-ban azonban a focisták írtak történelmet, az Orange Bowl-ba jutásukkal a legkisebb egyetemi iskola lett a Wake Forest, mely BCS meccset játszott. A szenzációs szezon végén Jim Grobe vezetőedzőt az "Év edzőjének" választották.

## A csapatról

### Történelem
Az egyetem neve nem arra a városra utal, ahol a fő campus van. A Reynolda Campus Winston-Salemben található, Wake Forestben csak a baptista teológusok tanulnak, de mindkét város észak-carolinai. Wake Forest egy mindössze 25 ezer lakosnak otthont adó kisváros, itt létesült 1834-ben a baptista iskola. A név a "Forest of Wake" kifejezésből ered, az állam székhelyének, Raleighnek környékét nevezik így. A Polgárháború kitörésekor az iskola bezárta kapuit (1862-ben) és csak 1866-tól működött újra. Majd lassan újabb karok alakultak (mint pl a jogi), de ez még mind a kisvárosban történt. Az első költözésre csak 1941-ben került sor, az orvosi kar került át az állam második legnagyobb városába, Winston-Salembe (A legnagyobb Charlotte, a Carolina Panthers otthona). 1946-ban hozták meg azt a döntést, hogy az egész campus Salembe települ. Ebben nagy szerepe volt a híres dohányipari mágnás, R. J. Reynolds két gyerekének, akik egy hatalmas területet adományoztak az egyetemnek. Mindez azonban nem lett volna elég, de a hathatós állami támogatásnak köszönhetően végül létrejött a költözés. A régi helyen 1956-ban végzett az utolsó diák. Ezután csak a töretlen fejlődés jellemző az iskolára, egyre több intézmény létesült. Azonban a névadó városról sem feledkeztek meg, a Délkeleti Baptista Szeminárium Wake Forestben található. (Innen ered a csapat egyik beceneve, a "Baptists".) Érdekesség még, hogy két elnöki vitát is a campuson található White Chapelben tartottak.

### Elnevezés, színek, kabala
1923-ban, mikor a Wake Forest megverte a rivális Duke-t (akkor még Trinity volt annak az egyetemnek a neve), a suliújság szerkesztője azt írta a csapatról és a meccsen tanúsított alázatól, hogy "devilish" (ördögi). Az elnevezés megtetszett a csapatnak, de mivel baptista, szóval erősen keresztény suliról van szó, az "Ördögök" név érdekes választás lett volna. A kettőt összekötve így "Démoni Diakónusok" a csapat neve (a diakónus egyházi szolgálatokat teljesítő személy), és a kabalafigura is erre a névre hallgat. A minden meccsre motorral érkező Démoni Diakónust több szavazáson is legötletesebb kabalafigurának választották. Hivatalos színei 1895 óta az óarany és a fekete. Kezdetben az iskola tanulói atlétikai versenyeken jelentek meg ebben a színösszeállításban. A WF betűk először 1978-ban voltak láthatóak a dresszen és a focicsapat sisakján.

### Egyéb érdekességek
- A csapatról nem mondható el, hogy mindig tucatszám szállította volna a sikereket. 1970 után másodszorra, 2006-ban lettek az ACC bajnokai, és az örökmérlegük is negatív. A Georgia Tech legyőzésével jutottak be az Orange Bowlba.
- A legfontosabb tradíció a "Rolling the Quad". Nagy sportsikerek esetén szurkolók özöne lepi el White Chapel előtti területet és wc-papírokkal "díszítik fel" a környező fákat…
- Hazai pályájuk a Groves Stadium, melynek egyik lelátója az úgynevezett "Deacon Hill". A stadion ezen részénél, az egyik endzone mögött nincs épített lelátó, füves dombon üldögélve nézhető a mérkőzés.
- A főedző Jim Grobe legnagyobb eredménye a Bowl meccs mellett a Florida State idegenbeli lenullázása volt, minden idők legsikeresebb edzőjének, Bobby Bowdennek az irányítása alatt ez még soha nem fordult elő.

## Wake Forest főedzői
| Időtartam | Edző              | Év  | Mérleg     | Mutató |
| --------- | ----------------- | --- | ---------- | ------ |
| 1888      | W.C. Dowd         | 1   | 1-0        | 1.000  |
| 1889      | W.C. Riddick      | 1   | 3-3        | .500   |
| 1891-93   | W.E. Sikes        | 3   | 6-2-1      | .722   |
| 1908      | A.P. Hall Jr.     | 1   | 1-5        | .167   |
| 1909      | A.T. Myers        | 1   | 2-4        | .333   |
| 1910      | Reddy Rowe        | 1   | 2-7        | .222   |
| 1911-13   | Frank Thompson    | 3   | 5-19       | .206   |
| 1914-15   | W.C. Smith        | 2   | 6-10       | .375   |
| 1916      | C.M. Billings     | 1   | 3-3        | .500   |
| 1917      | E.T. MacDonnell   | 1   | 1-6-1      | .188   |
| 1918-19   | Harry Rabenhorst  | 2   | 3-8        | .273   |
| 1920-21   | J.L. White        | 2   | 4-15       | .211   |
| 1922      | George Levene     | 1   | 3-5-2      | .400   |
| 1923-25   | Hank Garrity      | 3   | 19-7-1     | .722   |
| 1926-27   | James A. Baldwin  | 2   | 7-10-3     | .425   |
| 1928      | Stanley B. Cofall | 1   | 2-6-2      | .300   |
| 1929-32   | F.S. Miller       | 4   | 18-15-4    | .541   |
| 1933-36   | James H. Weaver   | 4   | 10-23-1    | .309   |
| 1937-50   | D.C. Walker       | 14  | 77-51-6    | .597   |
| 1951-55   | Tom Rogers        | 5   | 21-25-4    | .460   |
| 1956-59   | Paul Amen         | 4   | 11-26-3    | .313   |
| 1960-63   | Billy Hildebrand  | 4   | 7-33       | .175   |
| 1964-68   | Bill Tate         | 5   | 17-32-1    | .350   |
| 1969-71   | Cal Stoll         | 1   | 15-17      | .469   |
| 1972      | Tom Harper        | 1   | 2-9        | .182   |
| 1973-77   | Chuck Mills       | 5   | 11-43-1    | .209   |
| 1978-80   | John Mackovic     | 3   | 14-20      | .412   |
| 1981-86   | Al Groh           | 6   | 26-40      | .394   |
| 1987-92   | Bill Dooley       | 6   | 29-36-2    | .448   |
| 1993-00   | Jim Caldwell      | 7   | 26-63      | .292   |
| 2001-     | Jim Grobe         | 7   | 45-39      | .536   |
| 1888-2007 | 31 edző           | 102 | 396-582-33 | .406   |

## Bajnoki címek

### Csoportgyőzelmek
Csatlakozás időpontjai
- 1947: Független
- 1948-1950: Dixie Konferencia
- 1951-1952: Független
- 1953: ACC

| Év                          | Konferencia                 | Összmérleg | Csoporton belül |
| --------------------------- | --------------------------- | ---------- | --------------- |
| 1970                        | ACC                         | 6-5        | 6-1             |
| 2006                        | ACC                         | 11-2       | 7-2             |
| Konferencia győzelmek száma | Konferencia győzelmek száma | 2          | 2               |

## Rekordok

### Bowl-meccsek
A Wake Forest mindössze 8 Bowlon játszott története során, a győzelem/vereség mutatója 5-3. 2006-ban az iskola először vehetett részt BCS találkozón, az Orange Bowl-on a Louisville volt az ellenfelük.
| Dátum              | Bowl                  | GY/V | Ellenfél       | HP | VP |
| 1948. január 1.    | Gator Bowl            | GY   | South Carolina | 25 | 14 |
| 1948. január 1.    | Dixie Bowl            | V    | Baylor         | 7  | 20 |
| 1979. december 22. | Tangerine Bowl        | V    | LSU            | 10 | 34 |
| 1992. december 31. | Independence Bowl     | GY   | Oregon         | 39 | 35 |
| 1999. december 25. | Aloha Bowl            | GY   | Arizona State  | 23 | 3  |
| 2002. december 30. | Seattle Bowl          | GY   | Oregon         | 38 | 17 |
| 2007. január 2.    | Orange Bowl           | V    | Louisville     | 13 | 24 |
| 2007. december 29. | Meineke Car Care Bowl | GY   | Connecticut    | 24 | 10 |
| Összesen           | 8 bowl mérkőzés       | 5-3  |                |    |    |

## Riválisok
A Wake Forest fő ellenfelei a North Carolina Tar Heels, és a NC State Wolfpack. Sajnos eddig mindkét iskola több sikernek örülhetett, bár a WF nyert a 2007-es találkozóikon. Riválisnak tekinthető még a Duke Blue Devils. Egy dolog köti össze ezt a 4 egyetemet: a Tobacco Road. Az útról egy híres dal született és film is készült ezzel a címmel.

## Egyéni díjazottak

### Játékosok
- Ray Guy-díj

Ryan Plackemeier – 2005
- ACC Év Újonca

James McDougald – 1976
Riley Skinner – 2006
Josh Adams – 2007

### Edzők
- ACC Év Edzője

Paul Amen – 1956
Paul Amen – 1959
Bill Tate – 1964
Cal Stoll – 1970
John Mackovic – 1979
Bill Dooley – 1987
Bill Dooley – 1992
Jim Grobe – 2006
- Az év edzője, az Újságírók Szövetsége (AP) szerint

Jim Grobe – 2006
- Bobby Dodd-díj

Jim Grobe – 2006

## Jelenleg is NFL-ben profiskodók
- Chris Barclay – Running Back, New Orleans Saints
- Tyson Clabo – Offensive Lineman, Atlanta Falcons
- Desmond Clark – Tight End, Chicago Bears
- Chris Davis – Wide Receiver, New York Jets
- Josh Gattis – Safety, Chicago Bears
- Eric King – Cornerback, Buffalo Bills
- Ovie Mughelli – Fullback, Atlanta Falcons
- Calvin Pace – Linebacker, Arizona Cardinals
- Ryan Plackemeier – Punter, Seattle Seahawks
- Fred Robbins – Defensive Tackle, New York Giants
- Jyles Tucker – Linebacker, San Diego Chargers
- Joe Zelenka – Tight End, Jacksonville Jaguars

## Más híres játékosok
- Rusty LaRue – Még mindig számos NCAA rekord birtokosa
- Brian Piccolo – Korábbi NFL running back, a Brian Éneke című film róla készült
- Brian Kuklick – Volt NFL quarterback, az iskola passzolt yard statisztikáját a mai napig vezeti

## További hivatkozások
- Wake Forest Sports tradition page